# Yankee Motor Car Company
Yankee Motor Car Company war ein US-amerikanischer Hersteller von Automobilen.

## Unternehmensgeschichte
Das Unternehmen aus Chicago in Illinois stellte 1910 einige Automobile. Der Markenname lautete Yankee. Eine Quelle meint, dass Vincent Hugo Bendix als Manager beteiligt war.

## Fahrzeuge
Im Angebot standen Highwheeler. Mit ihren großen Rädern eigneten sie sich gut für die damaligen schlechten Straßen. Sie hatten einen luftgekühlten Zweizylindermotor, der 16 PS leistete. 114,3 mm Bohrung und 107,95 mm Hub ergaben 2215 cm³ Hubraum. Unüblich für einen Highwheeler war die Montage als Frontmotor. Er trieb über ein Zweigang-Planetengetriebe die Hinterachse an. Das Fahrgestell hatte 254 cm Radstand.
Das Model MB wurde als High Wheel Buggy bezeichnet und hatte Vollgummireifen. Das Model RR als sportlich ausgelegter Racy Roadster hatte Luftreifen.